# Kriminál (film)
Kriminál (v originále Lock Up) je americký vězeňský akční film z roku 1989, který režíroval John Flynn a ve kterém si zahráli Sylvester Stallone, Donald Sutherland, John Amos a Tom Sizemore. Ve Spojených státech byl uveden do kin 4. srpna 1989.
Stallone o něm později prohlásil: „Nebyl to film, který by byl natočen a zahrán dostatečně vyspěle na to, aby skutečně významně ovlivnil diváky nebo mou kariéru. A to je pravda."

## Děj
Frank Leone, mechanik z New Jersey, si ve vězení v Norwoodu odpykává poslední dny trestu. Jedné noci je však násilně převezen do přísně střežené věznice Gateway, kde vládne sadistický ředitel Drumgoole. Ten se chce Frankovi pomstít za to, že kdysi utekl z jeho bývalé věznice a odhalil jeho kruté praktiky médiím.
V Gateway je Leone šikanován dozorci i vězněm jménem Chink Weber, ale navzdory šikaně si získává přátele a pokouší se přežít. Když Drumgoole nechá zabít jeho kamaráda First-Base a chce Leoneho vyprovokovat k násilí, ten se ovládne a neudělá mu radost. Když mu později vězeň tvrdí, že má znásilnit a zabít jeho přítelkyni Melissu, Leone se pokusí utéct, ale je zrazen vězněm Dallasem, který se stal součástí Drumgooleho pasti.
Dallas se však na poslední chvíli obětuje, aby Leone mohl utéct. Místo útěku Leone unese Drumgooleho, donutí ho přiznat pravdu a předstírá, že ho chce usmažit na elektrickém křesle. Vše je ale lest – přiznání je nahráno a Drumgoole je zatčen. Leone díky přiznání dokončí jen původní trest.
Po několika týdnech odchází z věznice jako svobodný muž, loučí se s přáteli a v objetí své přítelkyně Melissy míří za novým životem.

## Obsazení
- Sylvester Stallone jako Frank Leone
- Donald Sutherland jako ředitel Drumgoole
- John Amos jako kapitán Meissner
- Sonny Landham jako „Chink“ Weber
- Tom Sizemore jako Dallas
- Frank McRae jako „Eclipse“
- Darlanne Fluegel jako Melissa
- William Allen Young jako strážný Braden
- Larry Romano jako „First Base“ Pena
- Jordan Lund jako strážný Manly
- John Lilla jako strážný Wiley
- Dean Duval jako Ernie
- Jerry Strivelli jako Louie Munafo
- David Anthony Marshall jako strážný Mastrone
- Frank Pesce jako Johnson